# Syndromkonzept
Der Syndromansatz ist eine Methode für die Betrachtung von Problemen im Umwelt-, Wirtschafts-, Sozial- und Kulturbereich, die in verschiedene Syndrome unterteilt werden. Die Methode wurde vom „Wissenschaftlichen Beirat der Bundesregierung Globale Umweltveränderung“ (WBGU) entwickelt. Ziel ist es, globale Fehlentwicklungen zu lindern, zu beseitigen oder durch vorsorgende Maßnahmen erst gar nicht entstehen zu lassen. Dazu richtet die WBGU Vorschläge an die Bundesregierung.

## Hintergrund des Konzeptes
Die Grundthese des Syndromkonzeptes besteht in der Annahme, dass sich der globale Wandel in seiner Dynamik auf eine überschaubare Zahl typischer Muster von Kausalbeziehungen an der Mensch-Umwelt-Schnittstelle zurückführen lässt.
Nach Ansicht des WBGU werfen die komplexen Charakterveränderungen des Systems Erde vier Grundfragen auf, denen zum Umgang mit diesen Prozessen nachgegangen werden muss. Die Grundfragen lauten:
a) Wie kommt es zu den Veränderungen, und wie sind sie mit der globalen Entwicklungsproblematik verknüpft?
b) Wie kann man sie frühzeitig erkennen oder vorhersagen?
c) Welche Risiken sind mit ihnen verbunden?
d) Wie muss der Mensch handeln, um negative Entwicklungen auf globaler Ebene zu verhindern und um drohenden Gefahren zu begegnen bzw. um die Folgen globaler Veränderungen zu minimieren?
Die Forschung hat demnach die Aufgabe, Diagnosen, Prognosen und Bewertungen der Veränderungen oder globalen Trends zu erarbeiten. Als Ergebnis sollen Empfehlungen und Hinweise zur Prävention (Vermeidung), Sanierung (Reparatur) und Adaption (Anpassung) entstehen, die den Umgang mit den globalen Trends betreffen. Dabei soll die Forschung auf den Leitlinien der nachhaltigen Entwicklung (Agenda 21) basieren und integrativ vorgehen, d. h. verschiedene Disziplinen (z. B. Biologie), Sektoren (z. B. Regionen der Erde) und Umweltmedien (z. B. Gewässer), die von der Entwicklung betroffen sind, einbeziehen.

## Ziele des Konzeptes
Das Syndromkonzept verfolgt vier Ziele:
a) Systemarer, funktional orientierter Überblick der Prozesse des globalen Wandels auf verschiedenen räumlichen und zeitlichen Skalen
b) Aufzeigen nicht-nachhaltiger Verläufe von Entwicklungsmustern, um somit die Leitplanken für eine „nachhaltige Entwicklung“ bestimmen zu können
c) Beitrag zur Operationalisierung des Nachhaltigkeitskonzeptes
d) Identifikation der Zerlegung des globalen Wandels in funktionale Muster, welche die beste Entkopplung zwischen den beteiligten Einzelmustern liefert.
Definitorisch ist das Syndromkonzept ein heuristischer Ansatz, der allerdings intuitiv der Komplexität der Mensch-Umweltwechselwirkungen innerhalb des globalen Wandels eher gerecht wird, als sektorale Einzelbetrachtungen.

## Kernprobleme des globalen Wandels
Die zehn Kernprobleme des globalen Wandels begründen die Notwendigkeit des Syndromkonzeptes. In problemorientierter Weise soll ihnen entgegengewirkt werden. Sie werden zum einen der Natursphäre und zum anderen der Anthroposphäre zugeordnet.

### Natursphäre
- Klimawandel: Durch die Anreicherung langlebiger Treibhausgase kommt es zu einer Erderwärmung, einer Verschiebung der Klimagürtel und zum Anstieg des Meeresspiegels.
- Bodendegradation: Durch eine rasch wachsende Bevölkerung und wirtschaftliche Nutzung treten mittlere bis schwere Schädigungen der Böden auf, wodurch die menschliche Lebensgrundlage zerstört wird und somit Hunger, Migration und kriegerische Auseinandersetzungen entstehen.
- Verlust an Biodiversität: Nutzungsänderungen der Lebensräume von Tieren und Pflanzen führen zu einer Verminderung der Artenvielfalt.
- Verknappung und Verschmutzung von Süßwasser: Durch Bewässerungslandwirtschaft, Industrie und Verstädterung verringert sich das Aufkommen von nutzbarem Süßwasser, das zunehmend verschmutzt ist. Dies führt zu sozialen, politischen und ökonomischen Konflikten.
- Übernutzung und Verschmutzung der Weltmeere: Die Einleitung von Schadstoffen verändert die ökologische Funktion der Weltmeere.
- Zunahme anthropogen verursachter Naturkatastrophen: Durch die Eingriffe des Menschen in natürliche Systeme nehmen Naturkatastrophen zu.

### Anthroposphäre
- Bevölkerungsentwicklung und Verteilung: Das Wachstum der Weltbevölkerung, Landflucht und Migrationsbewegungen führen vielerorts zu einer Überforderung der Infrastruktur.
- Umweltbedingte Gefährdung der Welternährung: Große Teile der Weltbevölkerung sind unter- oder fehlernährt.
- Umweltbedingte Gefährdung der Weltgesundheit: Unterschiedliche Faktoren führen zu einem verstärkten Auftreten von Infektionskrankheiten, Seuchen und Epidemien.
- Globale Entwicklungsdisparitäten: Zwischen Industrie- und Entwicklungsländern besteht ein strukturelles Ungleichgewicht.[6]

## Trends/Symptome des globalen Wandels
Die Trends oder Symptome des globalen Wandels bezeichnen hochkomplexe natürliche und anthropogene Prozesse und beschreiben die wichtigsten Entwicklungen des globalen Wandels als qualitative Elemente. Sie bilden die Grundlage zur Beschreibung der Entwicklungen des Systems Erde. Die ca. 80 vom WBGU aufgestellten Symptome werden in neun Sphären unterteilt (Biosphäre, Atmosphäre, Hydrosphäre, Bevölkerung, Pedosphäre, Wirtschaft, psychosoziale Sphäre, gesellschaftliche Organisation, Wissenschaft/Technik – siehe Abb. 1). Die Symptome sind im physikalischen, biologischen, chemischen oder sozialwissenschaftlichen Sinne durch Indikatoren messbar. Dabei müssen die Informationen aber nicht quantitativ vorliegen.
Eine Bewertung der Symptome wird zunächst nicht vorgenommen. Es stehen problematische Vorgänge (z. B. Rückgang der Artenvielfalt), Vorgänge mit ambivalenten Folgen (z. B. Bio- und Gentechnologie) und Vorgänge mit positiven Folgen (z. B. wachsendes Umweltbewusstsein) nebeneinander. Eine Bewertung der Symptome kann erst im Zusammenhang mit dem Ursache–Wirkungs-Geflecht zwischen den Symptomen vorgenommen werden.
Die umgangssprachliche Formulierung der Trends soll einer funktionalen Verwendbarkeit dienen und den Hauptthemen der öffentlichen Debatte zum globalen Wandel entsprechen.
- Abb. 1: Symptome des Globalen Wandels nach WBGU (1996)[13]

## Wechselwirkungen zwischen Symptomen
Die Symptome stellen keine voneinander isolierten Erscheinungen dar. Es bestehen jeweils Ursachen in oder Wirkungen aus anderen Symptomen. Die Wechselwirkung zwischen zwei Symptomen kann dabei verstärkend, abschwächend oder unbestimmt sein.
Aus der Interaktion verschiedener Symptome ergibt sich ein globales Beziehungsgeflecht. Die Wechselwirkungen sind somit Verknüpfungselemente der systemanalytischen Beschreibung der Dynamik des globalen Wandels und spezifizieren Kausalzusammenhänge.

## Syndrome des globalen Wandels
Syndrome oder „(globale) Krankheitsbilder“ beinhalten unterschiedliche in Wechselwirkung stehende Symptome, die Wechselmechanismen (Rückkopplungseffekt, synergetische Wirkung und Symbiosen) erklären. Syndrome stellen damit charakteristische, generalisierte Konstellationen von Symptomen und Wechselbeziehungen dar. Es handelt sich um anthropogen verursachte Schädigungsmuster. Einzelne Symptome können allerdings Bestandteil unterschiedlicher Syndrome sein. Die funktionalen Muster mit unerwünschten charakteristischen Konstellationen von natürlichen und zivilisatorischen Symptomen lassen sich explizit in vielen Regionen der Erde identifizieren. Der WBGU definierte 16 Syndrome, die verschiedene Sektoren und Umweltmedien betreffen. Sie gelten als global relevant, weil sie den Charakter des Systems Erde verändern. Ein Syndrom muss drei Kriterien erfüllen. Zunächst muss es einen unmittelbaren Bezug zur Umwelt haben und darf somit nicht rein anthroposphärisch sein. Es muss weiterhin an vielen Orten auftreten und soll eine Fehlentwicklung beschreiben. Die Syndromidentifizierung geschieht in drei Schritten:
1. Erstellung des Beziehungsgeflechts auf Basis von Literatursichtungen (Messdaten, Fallstudien etc.) und -zusammenfassungen;
2. Diagnostischer Teil: Datengestützte globale Verortung, Ermittlung vulnerabler Regionen (Disposition); Diagnose der Syndromintensität;
3. Prognostischer Schritt: Darstellung von Dynamiken und Zeitverläufen mit Hilfe qualitativer Differentialgleichungen; Modellierung von unterschiedlichen Entwicklungsmöglichkeiten.[21]

Im Prozess der Syndromidentifizierung sind verallgemeinernde Aussagen in Bezug auf die Wechselwirkungen zwischen den einzelnen Symptomen möglich (z. B. „je intensiver die Landwirtschaft, desto höher die Bodendegradation“).
Grundsätzlich sind die Syndrome in ihrer Dynamik unabhängig voneinander, es können jedoch Wechselwirkungen zwischen unterschiedlichen Syndromen auftreten.
Jedes Syndrom beinhaltet einen festen Kernmechanismus (bestimmte Wechselbeziehungen zwischen Symptomen) (siehe Abb. 2). Darüber hinaus bleibt es jedoch regional flexibel, da je nach Gegebenheit weitere Symptome auftreten können. Da die Syndrome als Fehlentwicklungen gelten, entspricht eine Linderung oder Abwesenheit der Syndrome dem Leitgedanken der Nachhaltigkeit. Die identifizierten Syndrome teilte der WBGU in die drei Gruppen „Nutzung“, „Entwicklung“ und „Senken“ ein.
- Abb. 2: Kernmechanismus des Sahel-Syndroms[27]
- Abb. 3: Wechselmechanismen des Sahel-Syndroms[28]

## Syndromgruppen
Der Syndromgruppe „Nutzung“, die Syndrome als Folge einer unangepassten Nutzung von Naturressourcen als Produktionsfaktoren beschreibt, werden sieben unterschiedliche Syndrome zugeordnet.
1. Landwirtschaftliche Übernutzung marginalisierter Standorte: Sahel-Syndrom. Hierbei handelt es sich um die Überschreitung der ökologischen Tragfähigkeit in Regionen, die landwirtschaftlich nur begrenzt nutzbar sind. Symptome sind eine Destabilisierung von Ökosystemen, Verlust biologischer Vielfalt, Bodendegradation, Desertifikation, Gefährdung der Ernährungssicherung, Marginalisierung und Landflucht.
2. Raubbau an natürlichen Ökosystemen: Raubbau-Syndrom. Sowohl terrestrische als auch marine Ökosysteme werden ohne Rücksicht auf ihre Regenerationsfähigkeit übernutzt, was schwerwiegende Folgen für den Naturhaushalt hat. Symptome sind der Verlust von Biodiversität, Klimawandel, Süßwasserverknappung, Bodenerosion, Zunahme von Naturkatastrophen und eine Gefährdung der Ernährungssicherung.
3. Umweltdegradation durch Preisgabe traditioneller Landnutzungsformen: Landflucht-Syndrom. Traditionelle, ehemals nachhaltige Landwirtschaftsformen können aufgrund von hoher Arbeitsintensität und Abwanderung zumeist junger, männlicher Bevölkerungsschichten nicht aufrechterhalten werden. Die Symptome sind hierbei eine genetische Erosion, Bodenerosion, Landflucht, Gefährdung der Ernährungssicherung und eine Marginalisierung.
4. Nicht-nachhaltige industrielle Bewirtschaftung von Böden und Gewässern: Dust-Bowl-Syndrom. Die Produktionsfaktoren Boden und Gewässer werden für größtmögliche Erträge an Biomasse im Sinne einer modernen Landwirtschaft mit hohem Energie-, Kapital- und Technikeinsatz umweltschädigend bewirtschaftet. Symptome sind der Verlust von Ökosystem- und Artenvielfalt, genetische Erosion, Eutrophierung, sauerer Regen, Treibhauseffekt, Kontamination von Gewässern und Luft, Süßwasserverknappung, Bodendegradation, Marginalisierung und Landflucht.
5. Umweltdegradation durch Abbau nicht-erneuerbarer Ressourcen: Katanga-Syndrom. Durch den Über- und Untertageabbau von nicht-regenerativen Ressourcen wird die Umwelt teilweise irreversibel durch Toxizität oder morphologische und energetische Konsequenzen geschädigt. Die beinhalteten Symptome sind der Verlust von Biodiversität, lokale Luftverschmutzung, Süßwasserverknappung, Abflussänderung, Verschmutzung von Gewässern, Bodendegradation, Entstehung von Altlasten und Gesundheitsschäden durch Umweltbelastungen.
6. Erschließung und Schädigung von Naturräumen für Erholungszwecke: Massentourismus-Syndrom. Durch die stetige Zunahme des globalen Tourismus in den letzten Jahrzehnten kommt es zu einer erheblichen Umweltdegradation. Symptome dieses Syndroms sind der Verlust von Biodiversität, Verstärkung des Treibhauseffekts durch Flugreisen, mangelnde Süßwasserversorgung, Bodenerosion, mangelnde Entsorgung von Abwasser und Abfall, Zersiedlung und hoher Ressourcenverbrauch.
7. Umweltzerstörung durch militärische Nutzung: Verbrannte-Erde-Syndrom. Militärische Einsätze oder Altlasten schädigen die Umwelt durch eine bleibende Gefährdung (z. B. scharfe Minen), Zurückgreifen auf Umweltressourcen oder ehemalige Hochrüstung zwischen den Machtblöcken. Die erkennbaren Symptome sind der Verlust der biologischen Vielfalt durch chemische Kampfstoffe, bleibende Bodendegradation durch Verminung, Kontamination durch Betriebs- und Sprengstoffe, Gesundheitsgefährdung und verstärkte Flüchtlingsströme.
Weitere sechs Syndrome werden der Syndromgruppe „Entwicklung“ zugeordnet, die Mensch-Umwelt-Probleme umfasst, welche sich aus nicht-nachhaltigen Entwicklungsprozessen ergeben.
8. Umweltschädigung durch zielgerichtete Naturraumgestaltung im Rahmen von Großprojekten: Aralsee-Syndrom. Es handelt sich hierbei um gescheiterte großflächige und planmäßige Umgestaltung von Naturräumen mit hohem Kapitaleinsatz, wobei die Auswirkungen durch mangelndes Systemverständnis nicht beachtet werden. Beispiele sind Staudämme oder Bewässerungsprojekte. Das Bündel von Symptomen besteht aus einem Verlust an Biodiversität, lokalem bis globalem Klimawandel, mangelnder Süßwasserversorgung, Bodendegradation, Zwangsumsiedlung lokaler Bevölkerung und Gefahr von zwischenstaatlichen Konflikten (z. B. um Wasser).
9. Umweltdegradation durch Verbreitung standortfremder landwirtschaftlicher Produktionsverfahren: Grüne-Revolution-Syndrom. Landwirtschaftliche Erträge können durch eine großräumige, geplante Modernisierung der Landwirtschaft mithilfe von importierter Agrartechnologie gesteigert werden. Allerdings kommt es zu einer Verdrängung traditioneller Anbauformen und Produkten. Resultierende Symptome sind ein Verlust an Biodiversität, genetische Erosion, Grundwasserverschmutzung, Bodendegradation, Gefährdung der Ernährungssicherung, Gesundheitsgefährdung durch Pestizide, Marginalisierung, Landflucht, Reduktion kultureller Vielfalt und eine Verstärkung wirtschaftlicher Disparitäten.
10. Vernachlässigung ökologischer Standards im Zuge hochdynamischen Wirtschaftswachstums: Kleine-Tiger-Syndrom. In vielen Regionen der so genannten Schwellenländer kommt es zu einer rasanten wirtschaftlichen Entwicklung, der die Entwicklung der Infrastruktur nicht folgen kann. Somit entstehen gravierende Folgen für Mensch und Umwelt. Die Symptome des Syndroms sind eine Verstärkung des Treibhauseffekts, lokaler Klimawandel, Smog, Saurer Regen, Wasserverschmutzung, Gesundheitsgefährdung und ein hoher Ressourcenverbrauch.
11. Umweltdegradation durch ungeregelte Urbanisierung: Favela-Syndrom. Durch hohes Bevölkerungswachstum und Entwicklungsprobleme in ländlichen Räumen wird ein Prozess der ungeplanten, informellen Verstädterung, vor allem in Form von Slums, vorangetrieben. Es folgen Überlastungs-, Infrastruktur- und Umweltprobleme sowie Segregationserscheinungen. Eine Planung der Siedlungsvorgänge ist nicht mehr aufrechtzuerhalten. Als Symptome treten Luftverschmutzung, Bodenerosion, Abfallakkumulation, Lärm, Bevölkerungswachstum, Landflucht, akute Gesundheitsgefährdung, Marginalisierung, Verwaltungsversagen, mangelnde Basisinfrastruktur und überlastete Verkehrsinfrastruktur auf.
12. Landschaftsschädigungen durch geplante Expansion von Stadt- und Infrastruktur: Suburbia-Syndrom. Durch die Ausweitung und Bildung städtischer Agglomeration entstehen neue Raumstrukturen, die von hoher Bevölkerungsdichte und spezifischen umweltbelastenden Verflechtungsmerkmalen geprägt sind und beispielsweise den Versiegelungsgrad oder das Verkehrsaufkommen betreffen. Symptome sind dabei eine Fragmentierung von Ökosystemen, bodennahe Ozonproblematik, stratosphärischer Ozonabbau, urbane Luftverschmutzung, verstärkter Treibhauseffekt, Saurer Regen, Bodenkontamination, -verdichtung und -versiegelung, Gesundheitsgefährdung und Verkehrsbelastung.
13. Singuläre anthropogene Umweltkatastrophen mit längerfristigen Auswirkungen: Havarie-Syndrom. Hierunter sind Gefährdungen zu verstehen, deren Auswirkungen oft über Grenzen hinweg auftreten. Transportunfälle (z. B. Tanker), Störfälle bei industriellen Prozessen und Artenverschleppung zählen zu diesen vom Menschen verursachten Katastrophen. Als Symptome sind ein Verlust biologischer Vielfalt, Ökosystemdegradation, Kontamination von Boden, Wasser und Luft sowie eine Gesundheitsgefährdung anzuführen.
Die verbleibenden drei Syndrome werden der Gruppe „Senken“ zugeordnet, die Umweltdegradation durch unangepasste zivilisatorische Entsorgung thematisiert.
14. Umweltdegradation durch weiträumige diffuse Verteilung von meist langlebigen Wirkstoffen: Hoher-Schornstein-Syndrom. Stoffliche Emissionen verursachen nach der Entsorgung ins Wasser und in die Luft umweltschädigende Fernwirkungen. Die Symptome sind hierbei sehr umfangreich und umfassen einen Verlust biologischer Vielfalt, Eutrophierung von Ökosystemen, Ausdünnung der stratosphärischen Ozonschicht, verstärkte Einstrahlung von UV-B am Boden, Verstärkung des Treibhauseffekts, regionaler und globaler Klimawandel, Meeresspiegelanstieg, Saurer Regen und eine Kontamination von Böden und Grundwasser mit Folgen für die Trinkwasserressourcen.
15. Umweltverbrauch durch geregelte und ungeregelte Deponierung zivilisatorischer Abfälle: Müllkippen-Syndrom. Das Syndrom beschreibt die Folgen der Entsorgung von Rest- und Abfallstoffen. Hierbei geht es um eine stark verdichtete Lagerung dieser Stoffe. Erscheinende Symptome sind eine Kontamination von Böden und Grundwasser mit schädlichen Folgen für die Trinkwasserressourcen und eine Gesundheitsgefährdung.
16. Lokale Kontamination von Umweltschutzgütern an vorwiegend industriellen Produktionsstandorten: Altlasten-Syndrom. An Standorten mit ehemaliger industrieller, gewerblicher oder militärischer Nutzung und bei stillgelegten Ablagerungsplätzen kommt es zu Schadstoffakkumulationen, die für die menschliche Gesundheit und die Umwelt schädlich sind. Symptome sind hierbei ein Verlust von Biodiversität, Schadstoffeintrag in Böden, Wasser und Luft, Bodendegradation sowie eine Gesundheitsgefährdung.

## Zuordnung der Kernprobleme
Für die Verwendbarkeit des Syndromkonzeptes müssen sich alle Kernprobleme in den Syndromen wiederfinden lassen. Die Tabelle (siehe Abb. 4) zeigt auf, welche Kernprobleme mit den jeweiligen Syndromen in Bezug gesetzt werden können.
- Abb. 4: Zuordnung der Kernprobleme zu den Syndromen des Globalen Wandels nach WBGU (1996)[32]

## Bedeutung für den wissenschaftlichen und umweltpolitischen Diskurs sowie für die Didaktik
Zunächst ist anzumerken, dass der Adressat des WBGU-Konzeptes die Bundesregierung der BRD ist. Wegen der Übernahme durch z. B. das Potsdam-Institut für Klimafolgenforschung (PIK) fand das Konzept auch in weiteren Institutionen Verwendung. Das PIK entwickelte eine weitere Arbeitsweise in Bezug auf das Konzept. Zunächst sollten Ursache–Wirkungs-Mechanismen bzw. Kausalzusammenhänge ermittelt werden, um dann die Stärke des Syndromkerns zu messen und Handlungsempfehlungen auszusprechen. Im Bereich der Forschung ermöglicht der Syndromansatz ein hohes Maß an Interdisziplinarität. Qualitatives und quantitatives Expertenwissen werden bei der Arbeit mit dem Konzept miteinander verbunden.
Besonders wertvoll scheint das Konzept für die Geographie, da es eine Verknüpfung der beiden Teildisziplinen (physische Geographie und Humangeographie) ermöglicht. Darüber hinaus kann die Geographie ihre Brückenfunktion zwischen unterschiedlichen Disziplinen ausbauen.
In Bezug auf die Schulbildung kann das Syndromkonzept als Referenzrahmen ökologischer Bildung und der Bildung für nachhaltige Entwicklung im weiteren Sinne dienen, da es die Retinität (Vernetzung) von ökologischer, ökonomischer und sozio-kultureller Ebene im globalen Maßstab erfasst und die Mensch–Umwelt-Beziehung problemorientiert betrachtet. Bildungsprogramme wie „BLK21“ oder „Transfer 21“ verwendeten das Konzept bereits in mehreren didaktischen Ausarbeitungen. „Transfer 21“ stellte eine Liste von zehn Gründen auf, die für die Verwendung des Syndromkonzeptes in der Schulbildung sprechen:
1. Verdeutlichung globaler Zusammenhänge
2. Umgang mit Komplexität und Strukturierung
3. Transsektoralität und transdisziplinäre Methode
4. Definition der fachlichen Qualität
5. Verdeutlichung von Dynamik, Geschichtlichkeit und Zukunftsbezug
6. Betroffenheit und Verantwortung von Individuen, Gesellschaft und Politik
7. Betonung der Reflexivität und Handlungsrelevanz
8. Beitrag zur Wissenschaftspropädeutik: Umgang mit Wissen und Nichtwissen
9. Problemorientierung und Lösungskompetenz
10. Gestaltungskompetenz.[39]

Weiterhin kann durch die Arbeit mit dem Ansatz mehreren Bestandteilen der geographischen Lehrpläne entsprochen werden (z. B. Umgang mit Kernproblemen oder Wechselwirkung zwischen Natur und Gesellschaft).
Kritisch anzumerken ist, dass die Sensibilisierung der Betroffenheit und Verantwortung für Krankheitsbilder bei Schülern aus pädagogisch-psychologischer Sicht fragwürdig ist. Darüber hinaus befindet sich die Mehrzahl der globalen Umweltsyndrome außerhalb der Lebenswelt von Schülern und kann nur durch medialen Einsatz transferiert werden.